# TV-Radio-Zeitung
Die TV-Radio-Zeitung war eine wöchentliche Schweizer Programmzeitschrift, die bis 1978 erschien. Herausgegeben wurde sie unter der Ägide der AG für Radiopublikationen, welche 1930 in Bern gegründet worden war.
Aus den beiden Radiozeitungen Schweizer Radio-Illustrierte und Schweizer Illustrierte Radio-Zeitung entstand 1936 die Schweizer Radio-Zeitung. 1958 wurde sie nach Aufnahme des Fernsehprogramms in radio + fernsehen umbenannt sowie 1972 zu ihrem letzten Namen tv radio zeitung. Nebst dem Programm bot die Zeitschrift Kommentare zu ausgewählten Sendungen, Film- und Theaterkritiken, und es wurden Bücher besprochen. Die Ausrichtung galt als «anspruchsvoll und seriös», so eine Bezeichnung aus einer Sendung des Schweizer Fernsehens. Im Jahr 1978 ging die tv radio zeitung in der vom Verlagskonzern Ringier ab 1967 herausgegebenen Programmzeitschrift Tele auf, mit welcher schon zuvor eng zusammengearbeitet worden war und die dennoch stärkster Konkurrent gewesen war. Hatte die umgangssprachlich «Radioheftli» genannte Zeitschrift im Jahr 1966 noch eine Auflage von 200'000 Exemplaren gehabt, war es zuletzt noch eine Leserschaft von über 110'000. Die mit Tele fusionierte Version erschien dann in einer Auflage von 320'000 Exemplaren. Der letzte Chefredaktor war Kurt Weibel, welcher diesen Posten 1969 von Franz Sidler übernommen hatte.